# Zweckverband Raum Kassel
Der Zweckverband Raum Kassel (ZRK) mit  Sitz in Kassel besteht seit 1974. Als Körperschaft des öffentlichen Rechts nimmt er in einem Gebiet mit ca. 380 km² – dem zentralen Kern der Region Kassel – insbesondere die Aufgaben eines städtebaulichen Planungsverbandes wahr.
Für die Mitglieder und ca. 333 000 Einwohner ist der ZRK Dienstleister und Ansprechpartner für eine gemeinsame Entwicklung.

## Mitglieder
- Linke: 3
- SPD: 20
- Grüne: 10
- FW: 1
- FDP: 3
- CDU: 14
- AfD: 2
- Unabh.: 1

- Stadt Kassel,
- Landkreis Kassel
  - Ahnatal
  - Baunatal
  - Calden
  - Fuldabrück
  - Fuldatal
  - Kaufungen
  - Lohfelden
  - Niestetal
  - Schauenburg
  - Vellmar

## Tätigkeit
Der ZRK plant für die Städte und Gemeinden im Verbandsgebiet, damit Flächen- und Nutzungsanforderungen u. a. für Wohnen, Gewerbe, Einzelhandel und Verkehr möglichst ohne Konflikte mit Natur, Freiraum und Nachbarschaften realisiert werden können.
Der ZRK berät dessen Mitglieder sowie interessierte Investoren u. a. in Fragen um die Planung. Der ZRK fördert und begleitet die Umsetzung der abgestimmten Planungen, moderiert Sitzungen und führt Fachveranstaltungen durch. Der ZRK unterstützt die Durchführung und Begleitung von Vorhaben der interkommunalen Zusammenarbeit in der Region Kassel. Die Ziele des ZRK werden unter dem Eindruck der fortschreitenden Verflechtung von Stadt und Umland entwickelt. Im Mittelpunkt steht dabei die Sicherung einer zukunftsorientierten wirtschaftlichen Basis, verbunden mit einer sozialen Bodennutzung, einer menschenwürdigen Umwelt und dem Schutz der Lebensgrundlagen. Der Weg zu diesen Zielen führt über interkommunale Zusammenarbeit und fairen Interessenausgleich. Dies zu erreichen ist Anspruch des ZRK. Die Umsetzung des Projekts „Güterverkehrszentrum Kassel“ (GVZ-Kassel) ist ein Beispiel für eine interkommunale Investition in der Region Kassel.

## Aufgaben
- Kommunale Entwicklungsplanung (KEP), insbesondere Steuerung großflächigen Einzelhandels,
- Flächennutzungsplanung (FNP)
- Siedlungsrahmenkonzept (SRK)
- Landschaftsplanung (LP)
- Verkehrsentwicklungsplanung (VEP)
- Güterverkehrszentrum Kassel (GVZ)
- Maßnahmen der interkommunalen Zusammenarbeit in der Region Kassel sowie
- die Durchführung bzw. Begleitung von Infrastrukturmaßnahmen der Region Kassel